# Demetrio Herrera Sevillano
Demetrio Herrera Sevillano (ur. 27 listopada 1902, zm. 9 października 1950) – panamski poeta.

## Życiorys
Urodził się w stołecznej Panamie, w tym też mieście spędził większość życia. Jego ojciec pochodził z Cartagena de Indias w Kolumbii, matka natomiast z La Chorrera w Panamie. Żył w biedzie, z tego też powodu jego formalna edukacja zakończyła się na szkole podstawowej. Samouk, na jego formację literacką wpłynęły między innymi utwory Vicente Huidobry, Rafaela Alberti, Federico Garcii Lorki i Nicolása Guilléna.
Ceniony za odmalowanie jednego z najbardziej sugestywnych, surowych, obskurnych nawet pejzaży panamskiej stolicy. Pozostawił po sobie książki poetyckie Mis primeros trinos (1924), Kodak (1937), La fiesta de San Cristóbal (1937), Los poemas del pueblo (1938), La canción del esclavo (1947) czy Ventana (1950). W jego twórczości często przewija się naznaczona ironią krytyka stosunków społecznych, połączona z niechęcią wobec obecności amerykańskiej w Panamie. Z uwagi na kontekst, w którym tworzył nazywany panamskim poetą ludu oraz poetą panamskiej biedy.
Zmarł w rodzinnym mieście, w swoim mieszkaniu niedaleko placu Santa Ana. Śmierć zaskoczyła go podczas sjesty. Jego imię nosi jedna z panamskich nagród poetyckich.